# Always Accountable
«Siempre Responsable»—título original en inglés: «Always Accountable» — es el sexto episodio de la sexta temporada de la serie de televisión The Walking Dead. Se estrenó el 15 de noviembre de 2015 en Estados Unidos por la cadena televisiva AMC y en Latinoamérica el 16 de noviembre de 2015 por Fox. Fue dirigido por Jeffrey F. Juanary y Heather Bellson estuvo a cargo del guion.
Este episodio se centra en los eventos posteriores a Thank You" en donde Abraham, Sasha y Daryl quienes llevan a cabo una misión de exiliar a la horda caminante lejos de la comunidad de Alexandría. Este episodio marca la primera aparición de los personajes Dwight y su esposa Sherry ambos están basados en personajes de los cómics, que son interpretados por Austin Amelio y Christine Evangelista, respectivamente.

## Argumento
Daryl (Norman Reedus), Sasha (Sonequa Martin-Green) y Abraham (Michael Cudlitz), dirigiendo el desfile de caminantes que se alejan de Alexandría, alcanzan el punto predeterminado en el que creen que los caminantes continuarán lejos de la ciudad, y comienzan a volver. Son emboscados por varios hombres en autos, y Daryl es separado de Sasha y Abraham.
Daryl evade a los atacantes pero choca su motocicleta en un bosque, camina por un sendero quemado antes de encontrarse con un par de hermanas Tina (Liz E. Morgan) y Sherry (Christine Evangelista). Las dos simularon rendirse a Daryl, permitiendo que Dwight (Austin Amelio), que se escondía cerca, lo noquee y luego tome sus armas. Guardado bajo punta de pistola, Daryl se ve obligado a viajar con ellos mientras buscan a "Patty". Dwight explica que estaban tratando de huir de una comunidad a la que se habían unido, pero se vieron obligados a "arrodillarse", y ahora están tratando de escapar. Llegan a una gasolinera infestada de caminantes y Dwight lamenta que "Patty" ya no esté allí. Daryl intenta escapar con sus provisiones pero descubre que su bolsa incluye insulina para una Tina diabética. Él regresa, exigiendo a Dwight que entregue su arma a cambio de la insulina, cuando el grupo es atacado por más hombres en un camión conducido por Wade (Darin Cooper). Wade le exige a Dwight, a Sherry y a Tina que devuelvan lo que tomaron. Daryl puede ayudarlos a escapar, atrayendo a uno de los hombres de Wade a un andador para matarlo, y obligando a Wade a terminar con su persecución.
Daryl continúa con Dwight, Sherry y Tina y se dirige a los restos de un invernadero. Tina ve dos figuras envueltas en vidrio derretido, pero cuando trata de examinarlas, las figuras resultan ser caminantes reanimados que se liberan del cristal y la matan. Daryl ayuda a los dos a despachar a los caminantes y a enterrar a Tina. Daryl luego considera llevarlos a Alexandría, aunque no les dice la ubicación. Cuando están de acuerdo, él los lleva de regreso a su motocicleta, luego de lo cual Dwight pone a Daryl a punta de pistola y le exige su ballesta y motocicleta. Daryl los entrega, y Dwight y Sherry se van. Continuando por su cuenta, Daryl encuentra un camión de combustible, con una matrícula "PATTY002", cerca, y se da cuenta de que esta era la caminoneta de "Patty" que Dwight buscaba. Él toma la camioneta para reunirse con sus amigos.
Mientras tanto, Sasha y Abraham logran abatir a sus atacantes y determinan que los atacantes estaban al acecho para tender una emboscada a otro grupo. Encuentran una oficina de seguros en una ciudad cercana y se ocultan allí, dejando letreros para que Daryl los localice. En la oficina, un caminante está atrapado en una sala de conferencias acristalada, que Abraham quiere matar. Sasha le recuerda las consecuencias de sus acciones ya que intentan mantenerse ocultos hasta que Daryl pueda encontrarlas. A la mañana siguiente, Abraham recoge el área local y encuentra un Humvee abandonado que contiene juegos de rol y una caja de cigarros en un puente. Colgando precariamente del puente hay un soldado reanimado con un lanzador de cohetes RPG colgado del hombro. Abraham se las arregla para conseguir el lanzador, pero casi a costa de su propia vida. Él regresa a la oficina con sus hallazgos, y se disculpa con Sasha porque actúa sin pensar y quiere ser una mejor persona con su ayuda. Más tarde, él encuentra un uniforme de vestir parcial del ejército y se lo pone cuando él y Sasha partieron para encontrarse con Daryl. Lo encuentran con el camión, y los tres comienzan a regresar a Alexandría, pero oyen un grito pidiendo ayuda por la radio del camión.

## Producción
Andrew Lincoln (Rick Grimes), Lauren Cohan (Maggie Greene), Chandler Riggs (Carl Grimes), Danai Gurira (Michonne), Melissa McBride (Carol Peletier), Lennie James (Morgan Jones), Alanna Masterson (Tara Chambler), Josh McDermitt (Eugene Porter), Christian Serratos (Rosita Espinosa), Seth Gilliam (Gabriel Stokes), Alexandra Breckenridge (Jessie Anderson), Ross Marquand (Aaron), Austin Nichols (Spencer Monroe) y Tovah Feldshuh (Deanna Monroe) no aparecen en este episodio, pero son acreditados.

## Recepción
El episodio recibió críticas positivas. En la actualidad tiene una calificación de 87%, con una puntuación media de 6,6 sobre 10 en Rotten Tomatoes, con el consenso crítico: "Algo de un episodio de relleno de The Walking Dead, 'Always Accountable' viene a la vida en sus últimos momentos con un emocionante melodrama. "Matt Fowler de IGN, le dio un 7,3 sobre 10 en su revisión y comentó:" Es la hora de que los personajes reflexionen entre el shock y la tragedia. Es la forma en que esta demostración labora. Es lo que esta historia demanda."
Zack Handlen de The AV Club le dio un B + y escribió: "La mayor parte de lo que sucede en 'Always Accountable' se trata de sentar las bases para el futuro. En ninguna parte es que más evidente que en los últimos segundos.

### Rating
El episodio promedió una calificación de 6.5 en adultos 18-49 y 12.871 millones de televidentes en general, un aumento del episodio anterior, que promedió una calificación de 6.2 y 12.44 millones de espectadores en general.